# Колокольцев Федір Миколайович
Федір Миколайович Колокольцев (нар. 31 травня 1909, с. Починки, нині Нижньогородської області, РФ  — пом. 7 січня 1994) — радянський військовий, Герой Радянського Союзу (1943).

## Життєпис
Учасник 2-ї світової війни. В армії від 1939, на фронті від 1941. Відзначився 24 вересня 1943 під час форсування Дніпра поблизу с. Навози (нині Дніпровське Чернігівського району Чернігівської області).
Закінчив курси політпрацівників при Московському військово -політичному училищі (1944) та перепідготовки політичного складу (1948).
Від 1957 — підполковник запасу. Мешкав і працював у Києві.